# ТВ К3
ТВ К3 је босанскохерцеговачки комерцијални телевизијски канал са седиштем у Прњавору. ТВ К3 приказује програм 24 часа дневно.